# Dausara amethysta
Dausara amethysta är en fjärilsart som beskrevs av Butler 1877?. Dausara amethysta ingår i släktet Dausara och familjen Crambidae. Inga underarter finns listade i Catalogue of Life.